# Москва (сейсмическая станция)
Сейсмическая станция «Москва» — комплекс, предназначенный для регистрации сейсмической активности, бывшая центральная сейсмическая станция СССР.

## История
Работы по строительству станции были начаты в 1934 году по инициативе геофизика Е. Ф. Саваренского, открытие станции состоялось 1 января 1936 года. В 1949 году Москва стала центральной сейсмической станцией СССР. Перед ней ставились два основных задания: оперативная обработка данных других сейсмических станций Союза, дающих возможность определять основные характеристические показатели землетрясения; срочные уведомления о сильных землетрясениях в правительственные структуры для оказания помощи населённым пунктам, потерпевшим бедствие (позднее эти уведомления стали подаваться и в ЮНЕСКО). В 1977 году задачи работы с оперативной сейсмологической информацией были переданы Центральной сейсмологической обсерватории в Обнинске, в настоящее время обе станции функционируют по единой согласованной программе. Станция оборудована сейсмическими приборами, которые регистрируют достаточно мощные землетрясения из любой точки планеты, даже из самых удалённых от Москвы регионов это занимает не более 20 минут. В среднем в год регистрируется около 2 тыс. землетрясений, из них около ста могут приносить разрушения.